# Pygidianops magoi
Pygidianops magoi es una especie de peces de la familia Trichomycteridae en el orden de los Siluriformes.

## Morfología
• Los machos pueden llegar alcanzar los 2 cm de longitud total.
- Número de  vértebras: 35-41.[1]

## Hábitat
Es un pez de agua dulce y de clima tropical.

## Distribución geográfica
Se encuentran en Sudamérica:  cuenca del río Orinoco en Venezuela.